# 3G

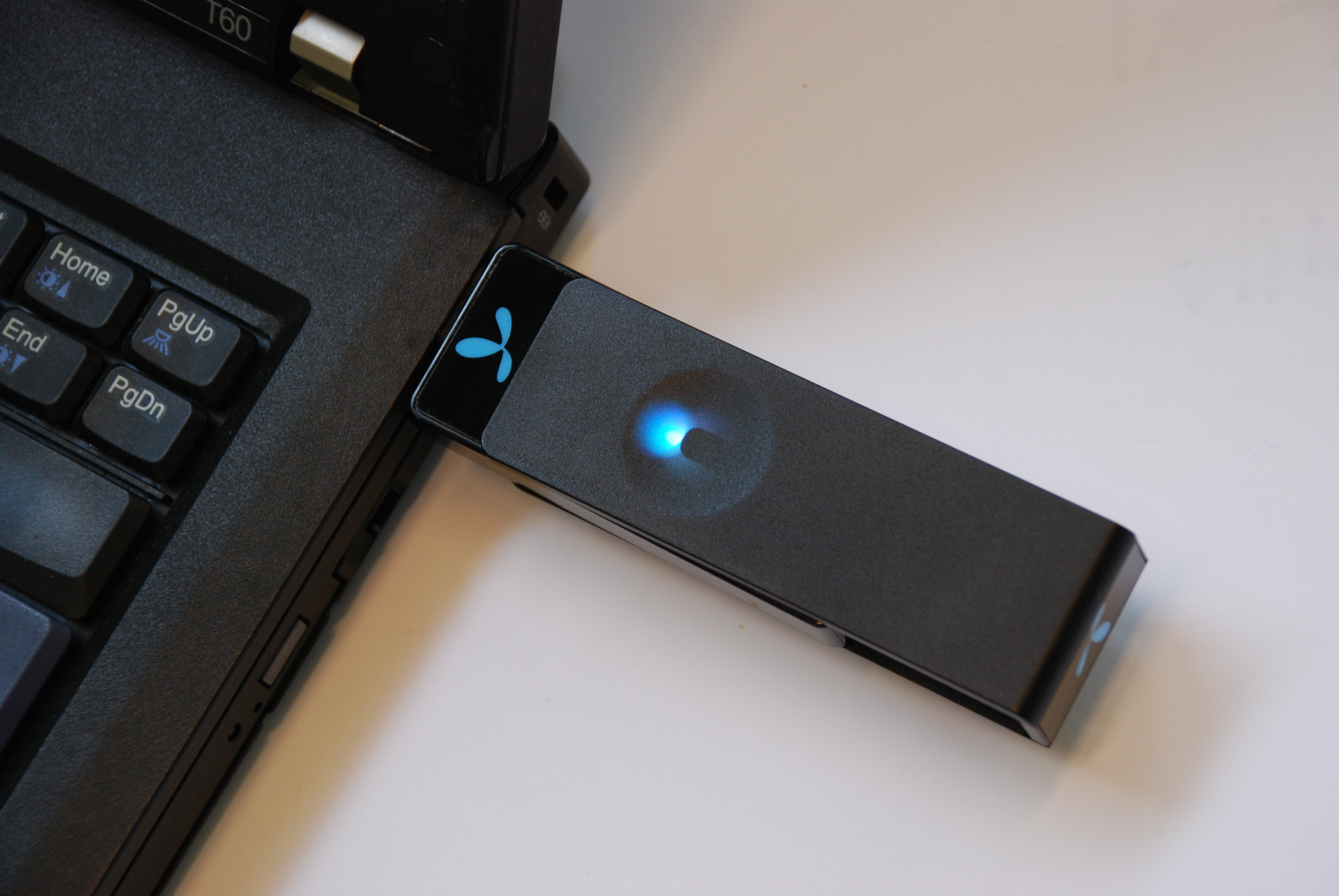
3G modem pro počítač

3G označuje třetí generaci mobilních sítí, která umožňuje bezdrátové telefonování a přenosy dat. První komerční 3G síť byla zprovozněna v roce 2001. Přestože byl v Česku provoz 3G sítí ukončen již v roce 2021, zůstávají kvůli starším zařízením v provozu starší 2G sítě. 3G sítě byly nahrazeny sítěmi 4G a 5G.

## Charakteristika
3G definuje International Mobile Telecommunications-2000 (IMT-2000) vydaný unií ITU v roce 2000. 3G sítě umožňují bezdrátový přenos hlasu (telefonní hovor) a dat (UMTS) pro přístup k Internetu, videotelefonii a mobilní televizi s rychlostí alespoň 200 kbit/s. Pozdější vydání standardu 3G je občas označováno jako 3.5G (HSDPA) a 3.75G (HSUPA) s rychlostí jednotek Mbit/s.
Nástup třetí generace telefonů (jako vlajková aplikace této generace jsou označovány videohovory) byl zpožděn očekáváním ohromných zisků z této technologie vedoucím k vypisování aukcí na prodej licencí pro tuto generaci. Poplatky, které musely telekomunikační společnosti za licence zaplatit, je finančně velmi zatížily a zpozdily vlastní nástup této generace hlavně v Evropě.
Japonsko bylo první zemí, která zavedla třetí generaci mobilních telefonů. V roce 2005 používalo v Japonsku tyto mobily třetí generace 40 % uživatelů. Ukázalo se ovšem, že hlavní využívanou službou nebyly videohovory, ale stahování hudby poskytované speciálními firmami jako jsou KDDI, EZchakuuta a Chaku Uta Full services.
Sítě 3G byly nahrazeny novějšími standardy sítí 4G (LTE) a 5G, a proto byly 3G sítě vypnuty kvůli uvolnění přenosového pásma pro rychlejší komunikaci.

## 3G v Česku
V ČR bylo pokrytí 3G od počátku slabé.
V roce 2021 došlo v Česku k úplnému vypnutí 3G sítí: Vodafone vypnul 3G dne 31. března 2021, T-Mobile dne 30. listopadu 2021 a O2 v květnu 2021 v Praze, v srpnu 2021 ve Zlínském a Olomouckém kraji a ve zbytku republiky v listopadu 2021.